# Royal Kobayashi
Royal Kobayashi (jap. ロイヤル小林, Roiyaru Kobayashu; eigentlich Kazuo Kobayashi (小林 和男, Kobayashi Kazuo); * 10. Oktober 1949 in Kumamoto, Japan; † 17. November 2020 ebenda) war ein japanischer Profiboxer. Er war von Oktober bis November 1976 Weltmeister der WBC im Superbantamgewicht.

## Amateurkarriere
Royal Kobayashi wurde 1972 Japanischer Meister und nahm im Federgewicht an den Olympischen Spielen 1972 in München teil. Dort besiegte er in der Vorrunde Pat Ryan aus Neuseeland und im Achtelfinale Pasqualino Morbidelli aus Italien, ehe er im Viertelfinale gegen András Botos aus Ungarn ausschied.

## Profikarriere
Trainiert von Eddie Townsend und gemanagt von Yoshinori Takahashi wechselte er nach den Olympischen Spielen in das Profilager und gewann sein Debüt am 25. Februar 1973. Er gewann 18 Kämpfe in Folge, davon 16 durch KO, was ihm seinen Spitznamen KO Maker einbrachte.
Am 12. Oktober 1975 verlor er beim Kampf um die WBA-Weltmeisterschaft im Federgewicht selbst durch KO gegen Alexis Argüello, der 1992 in die International Boxing Hall of Fame (IBHF) aufgenommen wurde. Am 9. Oktober 1976 besiegte er dann Rigoberto Riasco durch KO und gewann den WBC-Weltmeistertitel im Superbantamgewicht, den er 46 Tage später in seiner ersten Titelverteidigung durch eine Punktniederlage an Yum Dong-kyun verlor.
Am 19. Januar 1978 verlor er bei einem erneuten Kampf um den WBC-Weltmeistertitel im Superbantamgewicht durch KO gegen Wilfredo Gómez, welcher 1995 Aufnahme in die IBHF fand. Am 9. Januar 1979 boxte er wiederum um den WBA-Weltmeistertitel im Federgewicht und verlor dabei durch TKO gegen Eusebio Pedroza, der 1999 ebenfalls in die IBHF aufgenommen wurde.
Im April 1978 gewann er noch den Oriental-pazifischen Meistertitel der OPBF im Federgewicht, den er siebenmal verteidigen konnte. Seinen letzten Kampf bestritt er am 18. Oktober 1981.

## Nach dem Boxen
Nach seiner aktiven Karriere arbeitete er als Trainer in verschiedenen Boxclubs, darunter dem Yokohama Hikari Gym. Er erkrankte später an Speiseröhrenkrebs und starb 2020 im Alter von 71 Jahren in einem Krankenhaus in seiner Heimatstadt Kumamoto.